# 扎魯德季亞 (伊萬基夫區)
50°47′25″N 29°31′38″E / 50.79028°N 29.52722°E
扎魯德迪亞（烏克蘭語：Заруддя）是位於烏克蘭北部的村莊，由基辅州维什霍罗德区的伊萬基夫市鎮負責管轄。該村處於捷捷列夫河畔，始建於711年，面積3.35平方公里，海拔高度143米，2001年人口419。